# Shanghe, Jiangsu
Shanghe (kinesiska: 上河, 上河镇) är en köping i Kina. Den ligger i provinsen Jiangsu, i den östra delen av landet, omkring 150 kilometer norr om provinshuvudstaden Nanjing. Antalet invånare är 20462. Befolkningen består av 10 475 kvinnor och 9 987 män. Barn under 15 år utgör 16,0 %, vuxna 15-64 år 69 %, och äldre över 65 år 14,0 %.
Genomsnittlig årsnederbörd är 1 165 millimeter. Den regnigaste månaden är juli, med i genomsnitt 253 mm nederbörd, och den torraste är januari, med 20 mm nederbörd.